# All Star Game maschile di pallavolo
L'All Star Game è un evento di pallavolo maschile organizzato dalla FIPAV.
Si disputa sin dal 1990 e nel corso degli anni ha solitamente contrapposto i migliori giocatori italiani ai migliori giocatori stranieri del campionato italiano, anche se si sono avute molte variazioni nel corso degli anni.
La formazione con più vittorie è l'Italia/Italia di Lega con 8 vittorie su 19 edizioni, al secondo posto il Resto del Mondo/All Stars con 6 vittorie, il resto delle vittorie si suddividono fra nazionali o selezioni create apposta per la manifestazione.

## Albo d'oro
| Stagione      | Vincitore       | Finalista               | Sede della finale                    |
| ------------- | --------------- | ----------------------- | ------------------------------------ |
| 1990 dettagli | Resto del Mondo | Europa                  | Bologna                              |
| 1991 dettagli | Europa          | Resto del Mondo         | Modena                               |
| 1992 dettagli | Americhe        | Europa 2                | Modena                               |
| 1993 dettagli | Italia          | Resto del Mondo         | Verona                               |
| 1994 dettagli | Red Stars       | White Stars             | Milano                               |
| 1996 dettagli | Italia          | Paesi Bassi             | Milano                               |
| 1997 dettagli | Jumpers         | Acers                   | Venezia                              |
| 1998 dettagli | Russia          | Italia                  | non in sede unica                    |
| 1999 dettagli | Italia          | All Stars               | Brescia                              |
| 2000 dettagli | Resto del Mondo | Italia                  | Trento                               |
| 2001 dettagli | Resto del Mondo | Italia                  | Ferrara                              |
| 2002 dettagli | Resto del Mondo | Italia                  | Trieste                              |
| 2003 dettagli | Brasile         | Italia                  | Milano PalaLido                      |
| 2004 dettagli | Italia          | All Star A1             | Montichiari PalaGeorge               |
| 2005 dettagli | Italia          | All Star                | Firenze Nelson Mandela Forum         |
| 2006 dettagli | Italia di Lega  | All Star A1             | Montichiari PalaGeorge               |
| 2007 dettagli | Italia          | All Star A1 All Star A2 | Forlì PalaFiera                      |
| 2008 dettagli | Resto del Mondo | Italia                  | Monza Palazzetto dello Sport         |
| 2009 dettagli | All Stars       | Italia                  | Roma PalaTiziano                     |
| 2011 dettagli | Italia          | All Stars               | Monza Palazzetto dello Sport (Monza) |